# Quinta de Nossa Senhora do Rosário

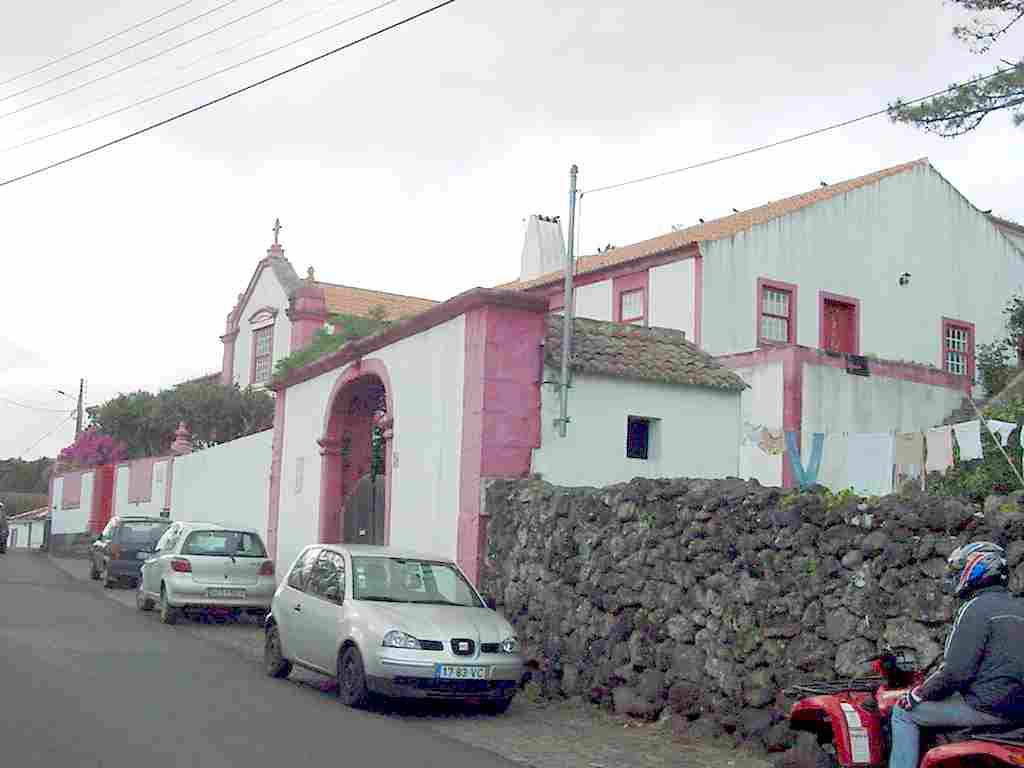
Quinta do Rosário, vista geral.

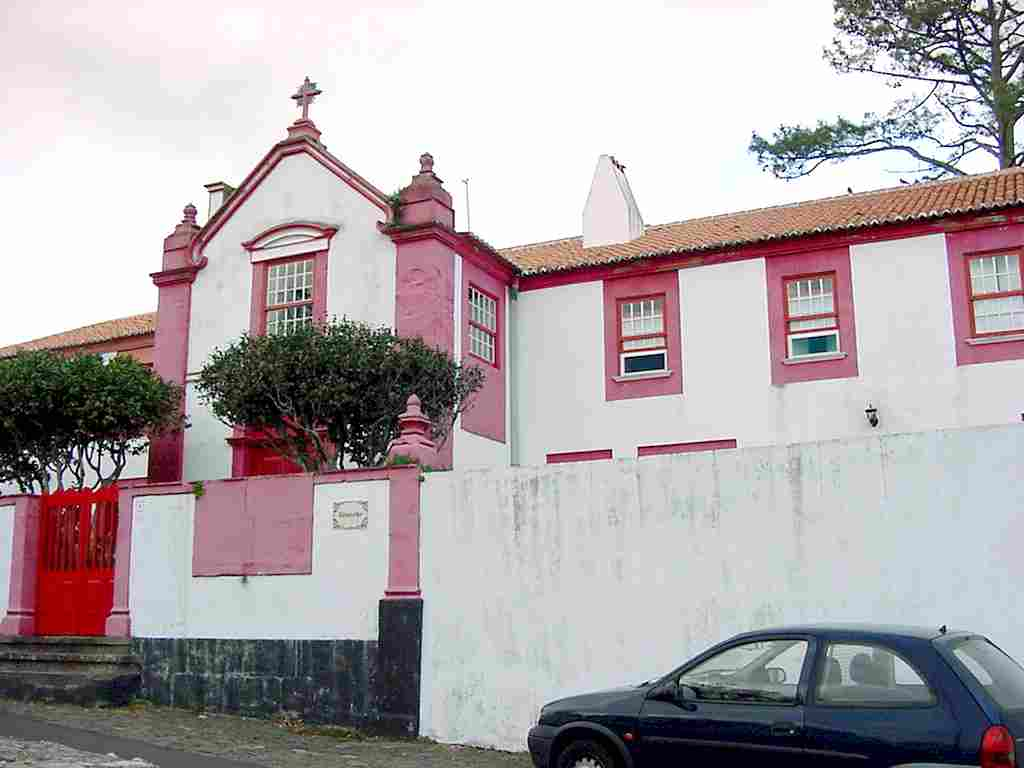
Quinta do Rosário, fachada.

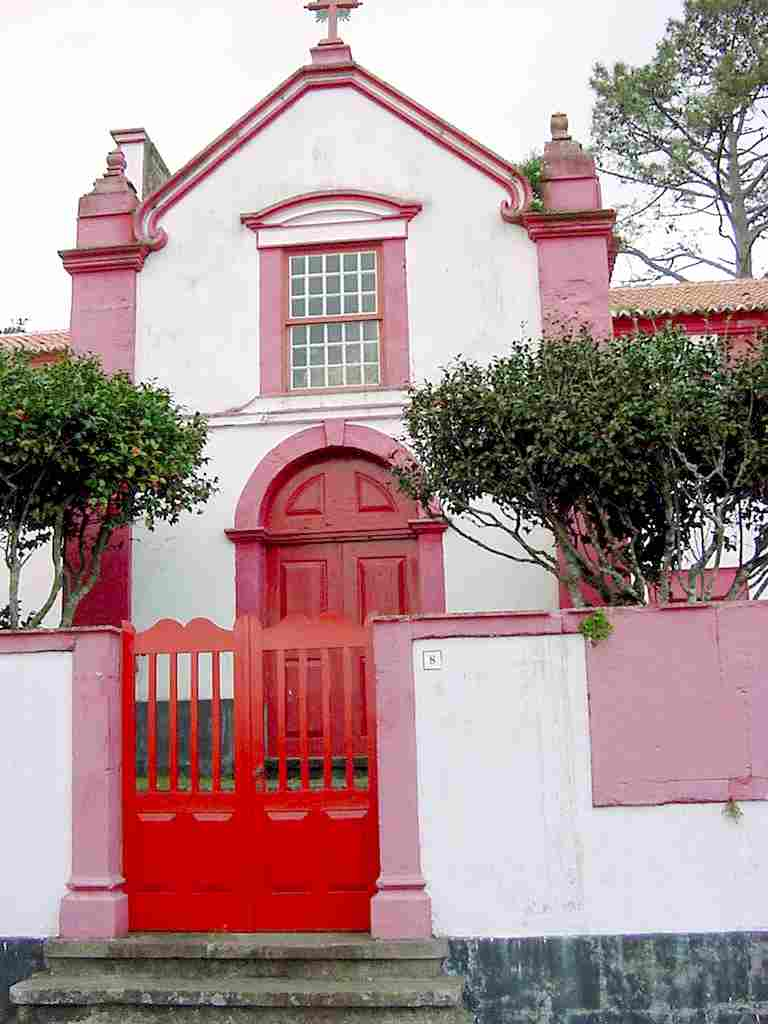
Quinta do Rosário, capela.

A Quinta de Nossa Senhora do Rosário é composta por uma propriedade agrícola e por um solar que é pertença da família Barcelos. Localiza-se esta quinta na ilha açoriana da Terceira, concelho de Angra do Heroísmo, freguesia da Terra Chã.
Tem sido durante séculos residência da família Barcelos, tendo sido sujeita a alguns restauros devido aos estragos causado pelo terramoto ocorrido em 1 de Janeiro de 1980.
O solar de que a quinta está dotada apresenta-se com apreciáveis dimensões. Tem um pátio voltado a nascente com jardim onde de destacam plantas exóticas de grande dimensão dada a sua avançada idade. É de mencionar também a capela dedicada a Nossa Senhora do Rosário.
Destaca-se este edifício pelo seu aspecto senhorial de austera fachada e pela implantação da edificação no terreno, aproveitando o espaço disponível.